# Acton, Luân Đôn
Acton là một quận ở phía tây Luân Đôn, nước Anh, tọa lạc trong khu Ealing của Luân Đôn. Acton nằm cách 10 km (6,4 dặm) về phía tây của Charing Cross.
Theo thống kê năm 2001, Acton, gồm các phường thuộc Đông Acton, Trung tâm Acton, Nam Acton và Southfield, có dân số vào khoảng 53.689 người. Acton có các phân khu: Đông Acton, Tây Acton, Nam Acton, Bắc Acton, Acton Green, Thị trấn Acton và Trung tâm Acton.

## Nơi tiếp giáp
- Chiswick
- Gunnersbury
- Ealing
- Park Royal
- Harlesden
- Shepherds Bush